# 五育中學 (香港)
五育中學（英語：Ng Yuk Secondary School）是一所位於香港新界沙田區新翠邨的津貼中學，於1978年因應政府解決金禧事件之方案而創校，1985年遷入現址。

## 校政管理

### 歷任校監
- 楊寶坤先生[2]
- 黃天榮先生[3]
- 李思泌博士（本身為樂善堂余近卿中學校長）[4]
- 許賢發先生，OBE，JP[5]
- 顏明仁博士
- 毛錫強先生

### 歷任校長
|   | 中文姓名 | 英文姓名              | 任期           | 備註                   |
| - | -------- | --------------------- | -------------- | ---------------------- |
| 1 | 胡耀輝   | Mr Wu Yiu-fai         | 1978年－1982年 | 因牽涉「五育事件」辭職 |
| 2 | 鄧福啟   | Mr Tang Fuk-kai       | 1982年－1995年 |                        |
| 3 | 彭志泉   | Mr Pang Chi-chuen     | 1995年－2007年 | 2014年逝世             |
| 4 | 連鎮邦   | Mr Lin Chun-pong      | 2007年－2018年 | 轉職                   |
| 5 | 馮潤儀   | Ms Fung Yun-yee, Iris | 2018年－       |                        |

## 校史
1977至1978年金禧事件發生後，為了接收部份金禧中學的老師和學生，教育司署邀請了多位教育工作者籌辦及管理五育中學。首任校監為民生書院已故校長陳伯民先生（1918-2019）。在他的堅持下，此校由原訂僅為「有時限辦學」四年的女校，改為現在的永久性質男女校。五育中學於1978年7月正式成立，而其師資主要來自金禧中學，當時校址為於九龍紅磡鶴園街，前葛量洪教育學院分校舊址。
1980年，五育中學爆發「五育事件」，校長胡耀輝涉嫌侵吞為國文科教師吳汝寧代購的股票，並且被指以「鐵腕」手段管治學校，經常對學生作出不必要的處分，並在校內製造教師間派系鬥爭。吳其後與胡絕交，並在多份報章專欄上將此事曝光，同時就侵吞資產一事報警。但胡不僅並無交還股票，更懷疑在哀求銷案被拒後「公報私仇」，多次指控他在課堂上向學生傳閱「色情」照片及畫作。於1982年4月，校方以「教學並無改善」為由將其無理解僱。最後，事件以胡耀輝辭職作結，但此事再次喚起教育界對學校管治的關注。
其後，吳汝寧老師與友人合著《五育事件與吳汝寧》一書。封面是五育中學紅磡舊校時期的照片。
1985年，沙田新翠邨校址建成，五育由紅磡遷入新翠現址，為一座連環型校舍。而現時校址曾在2000年代初進行擴建。
2009年12月12日，成功舉辦首屆沙田區小學「多元繽紛同樂日」(每年活動名稱可能不同)，並成為常年活動至今。
2019年7月16日，五育中學與東莞市虎門第五中學締結為姊妹學校，馮潤儀校長與第五中學王學文校長簽訂協議書，雙方將在師生交流、課程設計等多方面展開交流與合作。

## 校訓
校訓為「立己達人」，出自春秋時期思想家孔子匯編的《論語·雍也》：
|  | 己欲立而立人，己欲達而達人。 |

## 架構

### 四社
學校共分四社，包括：紅社、黃社、藍社、綠社。每位新生入學時均會被隨機分派到其中一社。在陸運會等活動場合，會以以上四社來作區分及互相競爭。

### 學生會
每屆由同學組織參與選舉，同學會以一人一票選出當選學生會，而學生會的政綱內容大致是福利、未來爭取的事情等。

### 家長教師會
由家長擔任家長校董，目的是使家長和學校互相合作得更好，幫助學生解決家長和同學間產生的問題。

## 著名/傑出校友
- 謝君豪：香港著名男演員、曾經獲得第34屆金馬獎最佳男主角
- 葉偉信：香港著名電影導演、獲多次提名香港電影金像獎最佳導演
- 司徒錦源：香港已故電影及電視編劇、獲多次提名香港電影金像獎最佳編劇和金馬獎最佳原著劇本
- 梁靜茵：香港註冊女中醫師、前博愛醫院中醫主任
- 梁飛農：現任才俊學校校長、前匡智獅子會晨崗學校及路德會救主學校老師
- 龍小菌：香港女歌手（加入樂壇前曾為該校教師[7]）
- 楊焉：前香港女演員、少女模特兒
- 錢詩文[8]：香港社運人物
- 鍾諾言：2020年ViuTV《全民造星III》最後十強

## 相關電視節目
- 2020年10月25日︰無線電視《星期日檔案》「千禧愛環保」，訪問對象Lance獲邀請親臨本校綜合科學室分享有關應對氣候變化的行動和理念。

## 備註
1. ↑  已於1994年併入香港教育學院，並於2016年正名香港教育大學
2. ↑  而吳與胡此前亦為友人
3. ↑  連同結構相連的循理會白普理基金循理小學(有待遷入)